# گرگور مک‌لنان

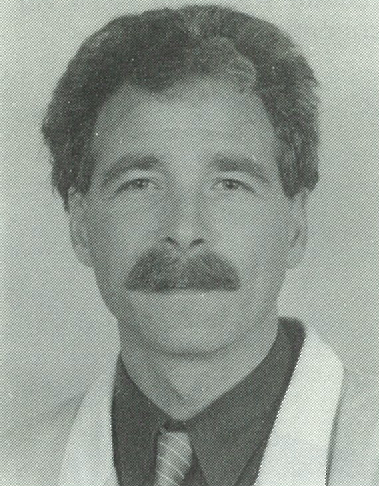
مک‌لنان در 1991

گرگور مک‌لنان (زادهٔ ۲۱ اکتبر ۱۹۵۲) جامعه‌شناس بریتانیایی و عضو آکادمی علوم اجتماعی است. او دارای کرسی رسمیِ جامعه‌شناسی در دانشگاه بریستول است. از سال ۱۹۹۱ تا ۱۹۹۷ او مدیر گروه جامعه‌شناسی دانشگاه ماسی بود.
مک‌لنان به خاطر آثارش در زمینه پسااستعمار و پساسکولاریسم شناخته شده‌است.

## کتاب‌ها
- Marxism and the Methodologies of History (1981)
- Marxism, Pluralism and Beyond (1989)
- Pluralism (1995)
- Sociological Cultural Studies: Reflexivity and Positivity in the Human Sciences (2006)
- Exploring Society (3rd edition 2010 - co-authored)
- Story of Sociology (2011)